# Montceaux-lès-Vaudes
Montceaux-lès-Vaudes – miejscowość i gmina we Francji, w regionie Grand Est, w departamencie Aube.
Według danych na rok 1990 gminę zamieszkiwały 223 osoby, a gęstość zaludnienia wynosiła 22 osób/km².